# Đền Và
Đền Và ở thôn Vân Gia, phường Trung Hưng, thị xã Sơn Tây, Hà Nội, còn gọi là Đông Cung trong hệ thống tứ cung của xứ Đoài (Bắc Cung thuộc xã Tam Hồng, huyện Vĩnh Lạc, Vĩnh Phúc; Nam Cung thuộc xã Tản Lĩnh, Tây Cung thuộc xã Minh Quang, huyện Ba Vì, Hà Nội) thờ thần núi Tản Viên, vị thần đứng đầu trong tứ bất tử của tín ngưỡng dân gian Việt Nam. Đền được Nhà nước Việt Nam xếp hạng là di tích lịch sử văn hóa cấp quốc gia năm 1964.

## Lịch sử

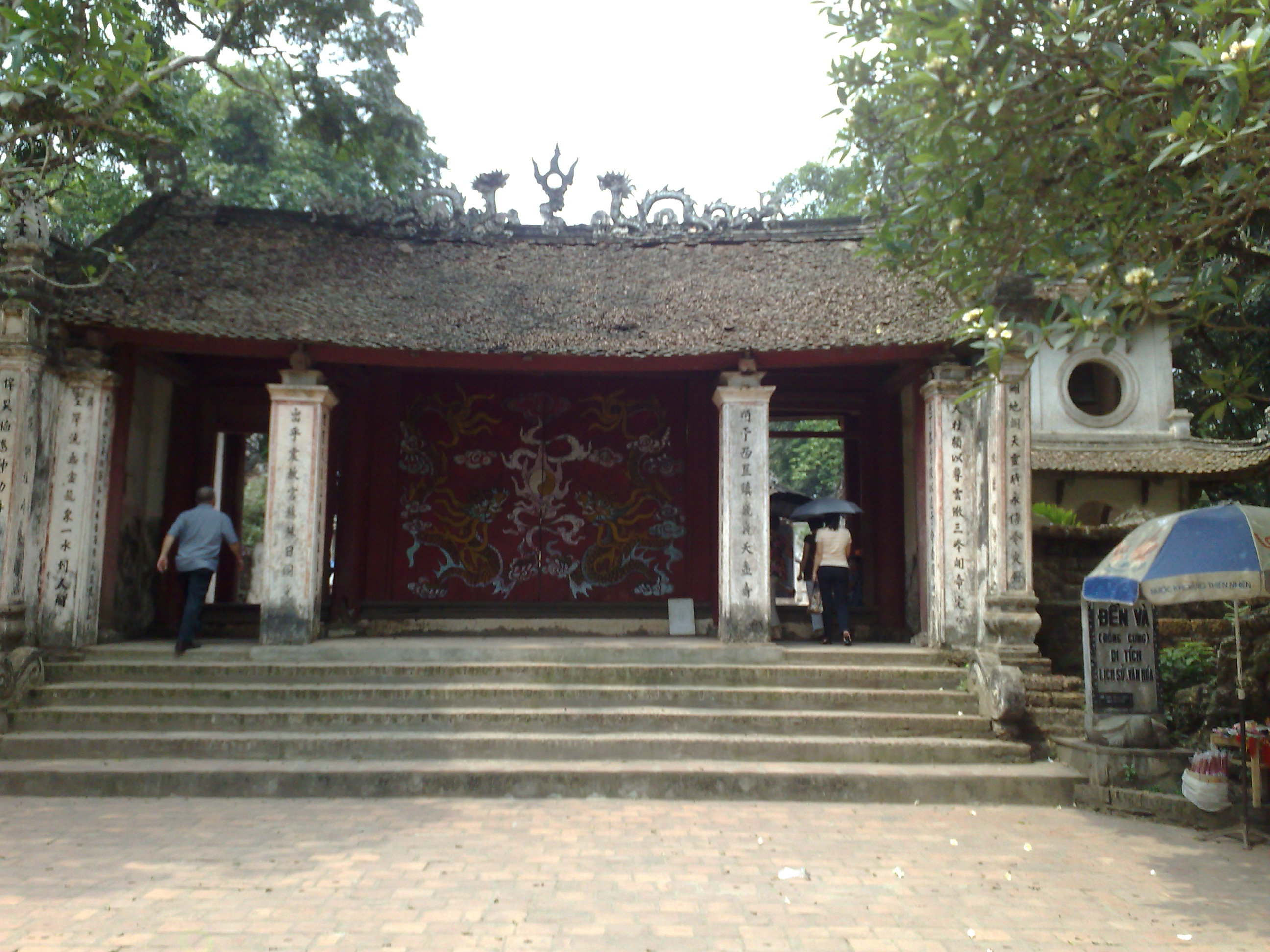
Nghi môn Đền Và

Theo bia "Vân Già đông trấn cung ký" (雲遮東鎮宮記) dựng ở đầu hồi hai bên nhà tiền tế ở đền năm Tự Đức thứ 36 (1883) thì đền Và đã có từ thời Việt Nam đang thuộc ách đô hộ của nhà Đường, lúc ấy đền là khu thờ nhỏ nhưng rất linh ứng. Ngôi đền đã trải qua nhiều lần trùng tu, tôn tạo, trong đó có lần trùng tu lớn vào năm 1884. Sự mở rộng quy mô của đền gắn với sự thành lập và phát triển của tỉnh Sơn Tây thời Pháp thuộc. Sau khi tỉnh này được lập ra năm 1831 (Minh Mạng thứ 12), tỉnh lỵ là nơi tập trung nhiều quan chức, thương gia chỉ cách đền Và khoảng 2 km nên để đáp ứng nhu cầu tín ngưỡng, những người này cùng với dân quanh vùng đã hưng công để xây dựng thêm nhà tiền tế 5 gian. Trước đó, nhà tiền tế đã có nhưng quy mô nhỏ. Cho đến nay, nhà tiền tế đã trải qua 3 lần tu sửa lớn: tu tạo năm 1829 (Minh Mạng thứ 10), đại tạo năm 1902 (Thành Thái thứ 14) và lại tu tạo năm 1932 (Bảo Đại thứ 7). Dựa theo văn tự chữ Hán khắc ở cột thì hậu cung như hiện nay được làm vào các năm 1915-1919. Gần đây, dự án tôn tạo đền Và đã được Ủy ban nhân dân tỉnh Hà Tây phê duyệt với tổng kinh phí 18 tỷ đồng, dự kiến sẽ bắt đầu bằng việc tu bổ đền chính trong năm 2008.

## Kiến trúc

### Không gian, cảnh quan

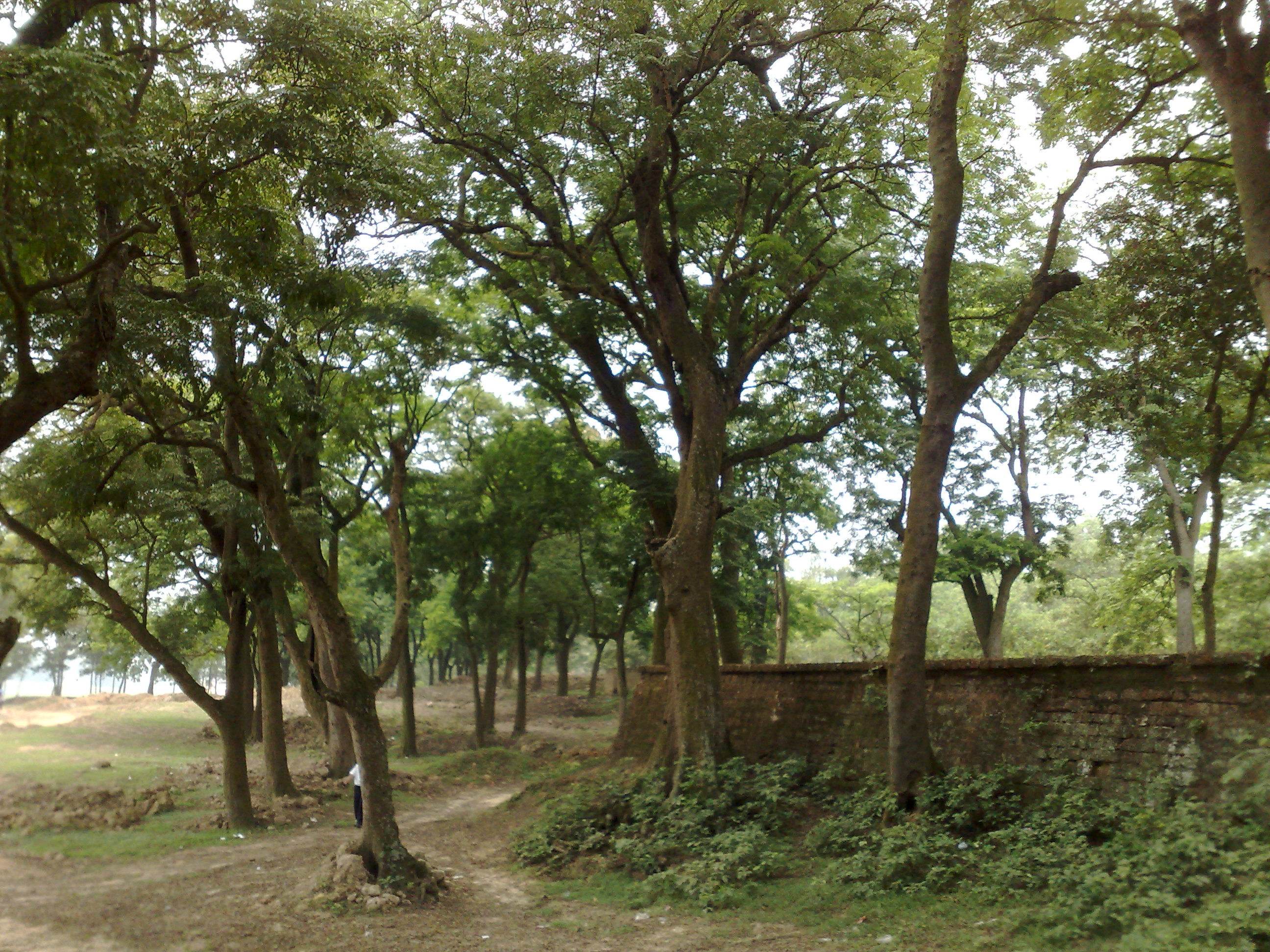
Một góc rừng lim Đền Và

Đền Và nằm giữa đồi Và, một đồi cây có diện tích khoảng 17.500 m² trồng nhiều cây lim cổ thụ, ngoài ra còn có mít, thông, đại, muỗm... Trong đền trồng cây vóc vàng và hai bên nhà tiền tế có hai cây lan cao to, đây đều là những loài nở hoa về mùa hè. Theo thuyết phong thủy, khu đồi có hình dáng con rùa (Kim Quy) đang bơi về phía mặt trời mọc. Khu vực kiến trúc rộng khoảng 2.000 m² được bao ở hai bên và phía sau bởi tường thành bằng đá ong cao 2m15. Tường được xây hai lớp, theo cách thức thượng thu hạ thách, chính giữ lèn đất. Trong dân gian lưu truyền rằng, đá ong xây tường được lấy ở đồi Vông, thôn Vân Gia, còn gọi là "xóm Rắn" nên có câu thành ngữ "cấu cổ con xà, đè cổ con quy".
Đền có bố cục dàn trải tương đối cân xứng theo trục. Trên trục trung tâm phía trước sân đền có một bình phong tạo những hang hốc mang vẻ tự nhiên. Mặt ngoài của bình phong thờ ngũ hổ trong hang với trung tâm là hổ vàng, mặt sau của động này đắp hình "long cuốn thủy" dưới dạng tứ linh với ý nghĩa cầu cho mưa thuận gió hoà, được mùa và có người tài ra giúp dân giúp nước. Qua một sân rộng khoảng 300 m2 có tường thấp bao quanh, đến "nghi môn" - cổng chính của đền. Tiếp đến là một khoảng sân rộng, được khuôn vuông bằng hệ thống công trình kiến trúc khép kín. Liền sát nghi môn, đăng đối hai bên theo chiều dọc là gác chuông và gác trống, rồi đến hai dãy tả mạc, hữu mạc, nhà kho, phía sau tả hữu mạc mỗi bên đều có nhà tạo soạn và là nơi nghỉ tạm cho khách hành hương. Nhà tiền tế (hay tiền bái) năm gian nằm song song với nghi môn ở phía cuối sân, hai đầu nhà tiền bái có tháp thiêu hương để hoá vàng mã sau khi cúng tế xong. Hậu cung hình chữ "công", cách tiền tế 1,2m, đầu nhà có bể nước và một gian nhà nhỏ để kiệu.
Mặt thoải sườn đồi đã được lợi dụng để giải quyết chiều cao kiến trúc. Lối bố trí kiến trúc theo hướng đi lên khiến cho các công trình như được nâng cao dần, đặc biệt là nghi môn, tiền tế, hậu cung. Mặc dù kết cấu các công trình đều thấp nhưng người xem vẫn có cảm giác đền có xu hướng vươn lên.

### Kiến trúc và bài trí

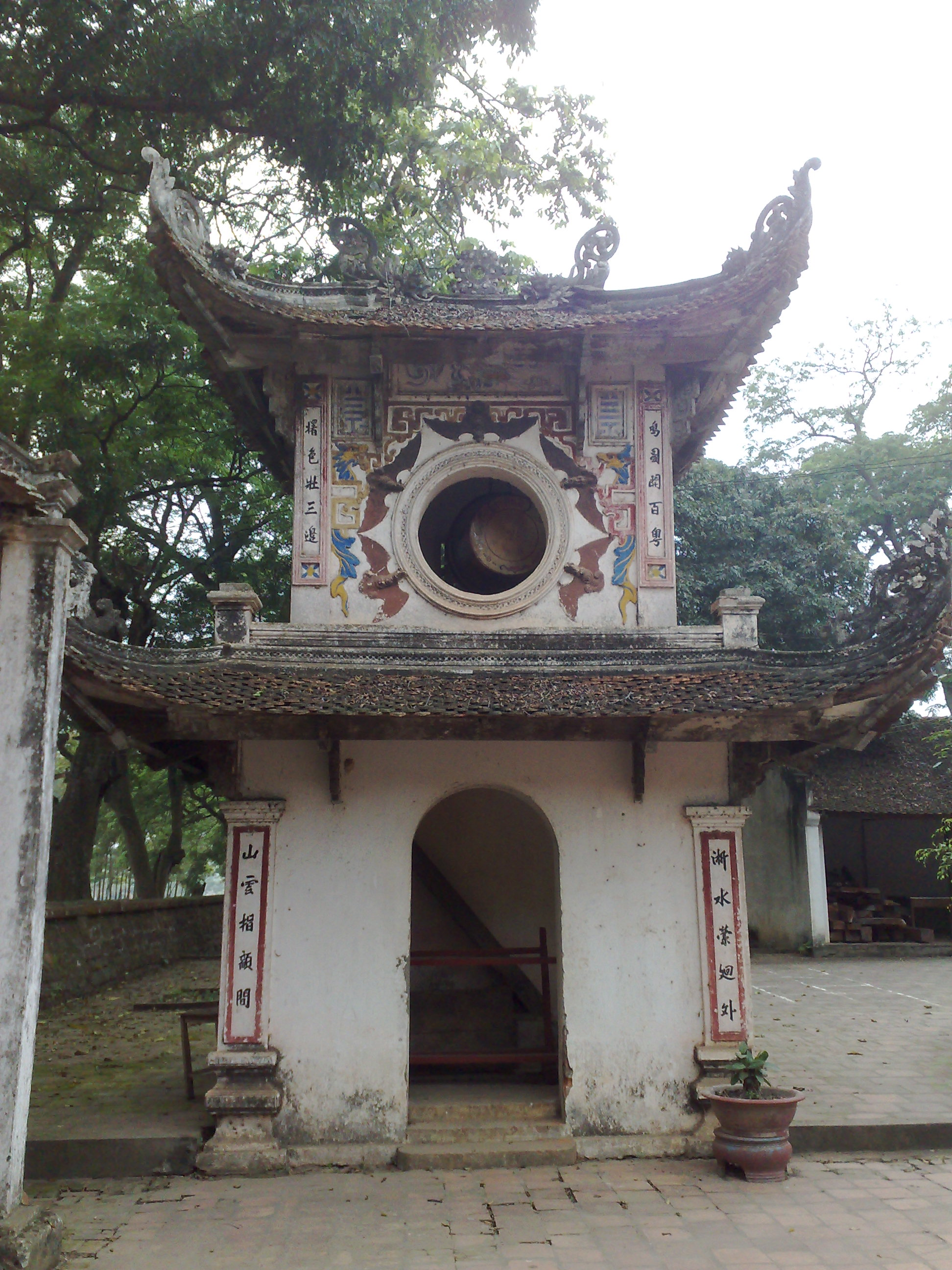
Gác trống Đền Và

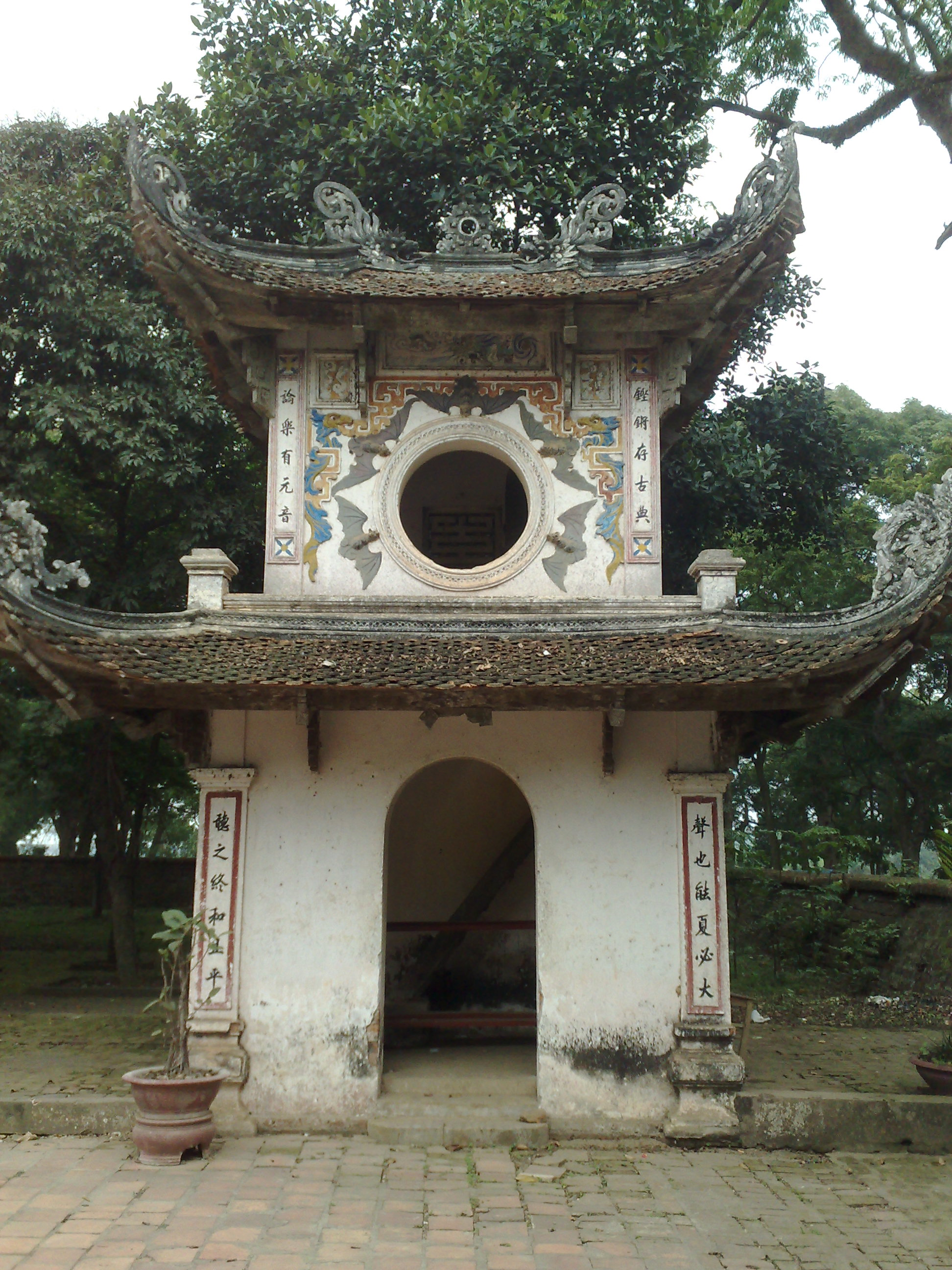
Gác chuông Đền Và

- Nghi môn: gồm ba gian dựng trên nền cao, gian giữa cao 4m80, hai gian bên cao 2m15. Nghi môn có đặc điểm dễ nhận biết là ba hàng chân cột gỗ kê trên những chân tảng đá ong (cột cái cao 4m95, cột quân 3m80). Đây là một nghi môn khá hiếm gặp trong kiến trúc truyền thống Việt Nam, ngoài Nghi môn này, có thể thấy kiến trúc tương tự tại đền Vua Đinh (thế kỷ 17), Đại Thành môn ở Văn Miếu, Tam quan chùa Bút Tháp.
- Gác trống, gác chuông: dựng hai bên và ngay sát nghi môn và kiến trúc tương tự nhau với kiểu chồng diêm 8 mái phỏng theo gác trống, gác chuông chùa Thầy và có dáng dấp của Khuê Văn Các trong Quốc Tử Giám. Mặt hướng vào sân đền được trang trí theo chủ đề ngũ phúc bằng hình năm con dơi xoè cánh ôm lấy cửa sổ tròn.
- Tả mạc, hữu mạc (hay tả vu, hữu vu): tiếp nối với gác chuông và gác trống xây dựng theo kiểu chồng diêm, hai tầng tám mái, tường hồi bít đốc, nóc kết cấu "vì kèo quá giang", mặt trước có cột vuông trên nền tam cấp, mặt trong để trống.
- Nhà tiền tế và hậu cung: nhà tiền tế hình chữ "nhất" (一), kiến trúc theo lối 5 gian 2 chái chồng rường, giá chiêng; hệ thống cột cái, cột quân bào nhẵn kiểu "thượng thu hạ thách" đặt lên tảng kê chân cột bằng đá. Trên cột là một hệ thống hoành phi, câu đối cổ được chạm khắc tinh xảo. Hậu cung hình chữ "công" (工), toà ngoài kết cấu 3 gian 2 chái lớn (dài 14m10, rộng 8m90). Đường vào hậu cung có một bộ vì lớn, làm theo kiểu thượng ván mê, hạ chồng rường trên xà nách. Bên dưới bộ vì mở ba cửa, hai cửa bên là lối đi vào hậu cung, cửa giữa là cửa thờ. Toà nhà bên trong cũng có kết cấu 3 gian 2 chái nhưng thấp hơn toà ngoài. Hậu cung đặt một khám thờ cao hơn 3m sơn son thếp vàng được chạm trổ cầu kỳ mang phong cách nghệ thuật thế kỷ 17. Trong cùng là bài vị của Đức Quốc Mẫu (bà Đinh Thị Điên, mẹ Thánh Tản Viên mà dân gian gọi chệch đi là Bà Đen). Tiếp đến là 3 bài vị của Tam vị Đức Thánh Tản (gồm Thánh Tản Viên và hai người em con chú là Cao Sơn, Quý Minh). Trước khám thờ có hương án bày long ngai bài vị của ba vị, phía trên khám treo bức đại tự "Thượng đẳng tối linh thần" (上等最靈神) niên đại Tự Đức Quý Mùi (1883). Toà ngoài của hậu cung có 4 bức tượng kích thước như người thật đứng nhìn vào nhau, tay cầm vũ khí và khoác áo bào đỏ gọi là "Tứ Thánh" trấn ở bốn cung quanh núi Ba Vì. Ngoài hiên nhà có hai pho tượng quan văn, quan võ ngồi hướng vào nhau. Cách bài trí hậu cung mô phỏng thiết chế triều đình xưa trong con mắt người dân.[1]

## Hiện vật
Đền Và đang lưu giữ năm bản thần tích "Tản Viên Sơn Thánh"; 18 đạo sắc phong của các đời vua, trong đó có 17 bản chính có dấu ấn; 47 đôi câu đối được chạm khắc, viết trên vách cột, trên gỗ và 18 bức hoành phi viết trên gỗ hoặc đá. Nơi đây còn có 2 bia đá, 3 chuông đồng, 4 tấm biển gỗ. Trên những hiện vật đó khắc ghi thời gian xây dựng, tu sửa, ca ngợi cảnh quan, uy linh của Thánh Tản Viên với nhiều nét trang trí có giá trị mỹ thuật cao vừa thể hiện nét văn hóa tâm linh. Các bản thần tích, sắc phong, văn bia đền Và rất giàu giá trị Hán-Nôm, trong đó có văn thơ của Nguyễn Khản, Nguyễn Thiện Kế, Trần Lê Nhân...

## Thờ cúng
Vị thần được thờ phụng ở đền Và là Thánh Tản Viên, đứng đầu trong tứ bất tử và là "Thượng đẳng tối linh thần", "Đệ nhất phúc thần" (弟一福神), "Nam thiên thần tổ" (南天神祖),... "là người anh hùng văn hoá sáng tạo trong tư duy nông nghiệp, người anh hùng trị thủy, chống giặc, biểu tượng của khối đoàn kết bộ tộc, khi chết Tản Viên là phúc thần trừ tai hoạ cho dân". Từ thời Hậu Lê, nơi có đền Và là lỵ sở của huyện Tùng Thiện cũ, đền Và trở thành trung tâm tín ngưỡng hàng huyện nên người dân quan niệm ở đó thiêng hơn những nơi khác cũng thờ Thánh Tản Viên.
Lễ hội đền Và diễn ra "xuân thu nhị kỳ". Hội mùa xuân vào dịp rằm tháng Giêng kéo dài từ khoảng 13 đến 15 (âm lịch) với nghi lễ trung tâm là rước long ngai bài vị "Tam vị Đức Thánh Tản" từ đền Và qua sông Hồng sang tả ngạn ở đền Dội (xã Vĩnh Ninh, huyện Vĩnh Tường, Vĩnh Phúc) là nơi theo truyền thuyết Thánh Tản Viên đã tắm để tế lễ diễn lại sự tích này rồi quay trở lại đền Và. Cứ vào các năm Tý, Ngọ, Mão, Dậu thì hội rằm tháng Giêng được tổ chức lớn hơn gọi là hội chính. Hội mùa thu tổ chức vào rằm tháng Chín, từ 14 đến 15 (âm lịch) với nghi thức chính là đánh bắt cá ở sông Tích để chọn ra 99 con cá trắng to chế biến thành các món tế Thánh. Việc tế cá xuất phát từ truyền thuyết Thánh Tản Viên dạy dân kéo vó và bắt được 100 con cá, sau đó ngài phóng sinh một con cá trê đang có mang, về sau con cá này sinh được chín con, đều hoá đá, đầu chầu về hướng đền Và.